# Португалія на літніх Олімпійських іграх 1956
Португалія брала участь у Літніх Олімпійських іграх 1956 року у Мельбурні (Австралія) удев'яте за свою історію, але не завоювала жодної медалі.